# 이지민 (1989년)
이지민(1989년 7월 21일 ~ )은 대한민국의 배우이다.

## 학력
- 시카고 예술대학 패션디자인학 학사

## 출연작

### 영화
- 《아이엠히어》 (2020년) - 바텐더 역
- 《그대 이름은 장미》 (2019년) - 여대생손님 1 역
- 《독전》 (2018년) - 카트직원 역
- 《로마서 8:37》 (2017년) - 지민 역
- 《뷰티 인사이드》 (2015년) - 라운지 여자들 역

### 드라마
- 《트라이 : 우리는 기적이 된다》 (2025년, SBS) - 양승희 역
- 《이상한 변호사 우영우》 (2022년, ENA) - 최연희 역
- 《크레이지 러브》 (2022년, KBS2) - 미쉘 리 역
- 《멜로가 체질》 (2019년, JTBC) - 다미 역
- 《동네변호사 조들호 2: 죄와 벌》 (2019년, KBS2) - 유지윤 역
- 《하늘에서 내리는 일억 개의 별》 (2018년, tvN) - 임소연 대리 역

### 뮤직비디오
- 미교 – 잊어도 그것이
- 김나영 – miss u
- 루나 – 아프고 아파도